# Prenanthes
Genre
Classification phylogénétique
Le genre botanique Prenanthes (francisé en Prénanthe) regroupe quelques espèces de plantes, pour la plupart indigènes en Amérique du Nord, notamment aux États-Unis, à l'exception de Prenanthes purpurea (Prénanthe pourpre), espèce européenne. Ces plantes appartiennent à la famille des Astéracées (ou Composées) et sont très proches des laitues (genre Lactuca). Les sources citent majoritairement que les espèces appartiennent à la sous-tribu des Hypochaeridinae mais certaines (The Taxonomicon par exemple) les placent dans celle des Lactucinae.

## Caractéristiques du genre
Le mot prenanthes vient du grec πρηνής (prēnḗs) « incliné » et ἄνθος (ánthos) « fleur », donc « fleur penchée », à cause des capitules de la plante, situés à l'extrémité d'assez longs pédicelles inclinés vers le bas. Aux États-Unis, la plupart des espèces sont appelées rattlesnakeroots, nom composé de root « racine » et rattlesnake « crotale ». On estime en effet que les racines de la plante permettraient de soigner les morsures de serpents venimeux.
Le genre regroupe des plantes à latex, aux capitules inclinés groupés en grappes ou en panicules (grappes de grappes). Les capitules sont petits, comportant peu de fleurons (cinq le plus souvent), ligulés et à cinq dents, de couleur allant du blanc au violet et au pourpre. Les tubes regroupant le style et les étamines sont protubérants, longuement saillants par rapport aux fleurs. Comme pour toutes les composées, les fruits sont des akènes.

## Principales espèces
- Amérique du Nord
  - Prenanthes alata (Hook.) D. Dietr.
  - Prenanthes alba L.
  - Prenanthes altissima L.
  - Prenanthes aspera Michx.
  - Prenanthes autumnalis Walt.
  - Prenanthes barbata (Torr. & Gray) Milstead
  - Prenanthes boottii (DC.) Gray
  - Prenanthes crepidinea Michx.
  - Prenanthes mainensis Gray
  - Prenanthes nana (Bigelow) Torr.
  - Prenanthes racemosa Michx.
  - Prenanthes roanensis (Chickering) Chickering
  - Prenanthes sagittata (Gray) A. Nels.
  - Prenanthes serpentaria Pursh
  - Prenanthes trifoliolata (Cass.) Fern.
- Europe
  - Prenanthes purpurea L.